# 예안 이씨
예안 이씨(禮安 李氏)는 경상북도 안동시 예안면을 본관으로 하는 한국의 성씨이다.

## 역사
시조 이혼은 고려 원종 때 등제해 첨의정승(僉議政丞)을 지내며 예안백(禮安伯)에 봉해졌고 중시조 이익(李翊)은 고려조에 보문각제학(寶文閣提學)을 지냈고 예안군(禮安君)에 봉해졌다고 하며, 중시조인 이송(李竦)은 시조 이익(李翊)의 손자이고 군부판서(軍府判書)를 지내었다.
이송의 아들이 조선조 세종 때의 무신이자 과학자로 유명한 이천(李蕆)이다. 또한 예안 이씨는 전의 이씨에서 분적된 가문이다.

## 후손
정치인 이지저, 이천, 이명, 이영 등이 있고, 유명한 여배우 이세은 등이 있다.

## 조선 왕실과의 인척관계
- 고성옹주(정종 임금의 서녀)의 둘째사위 이수증